# Oreopanax cheirophyllus
Oreopanax cheirophyllus är en araliaväxtart som först beskrevs av Kurt Sprengel, och fick sitt nu gällande namn av Berthold Carl Seemann. Oreopanax cheirophyllus ingår i släktet Oreopanax och familjen Araliaceae. Inga underarter finns listade.